# Polystachya rivae
Polystachya rivae là một loài thực vật có hoa trong họ Lan. Loài này được Schweinf. miêu tả khoa học đầu tiên năm 1894.